# Гованда (Нью-Йорк)
Гованда (англ. Gowanda) — селище (англ. village) в США, в округах Каттарогус і Ері штату Нью-Йорк. Населення — 2513 особи (2020).

## Географія
Гованда розташована за координатами 42°27′38″ пн. ш. 78°56′4″ зх. д. / 42.46056° пн. ш. 78.93444° зх. д. (42.460428, -78.934518).  За даними Бюро перепису населення США в 2010 році селище мало площу 4,17 км², з яких 4,13 км² — суходіл та 0,04 км² — водойми.

## Демографія
Згідно з переписом 2010 року, у селищі мешкало 2709 осіб у 1136 домогосподарствах у складі 640 родин. Густота населення становила 650 осіб/км².  Було 1247 помешкань (299/км²).
Расовий склад населення:
| - 90,6 % — білих - 5,5 % — корінних американців - 0,7 % — чорних або афроамериканців - 0,4 % — азіатів |

До двох чи більше рас належало 2,4 %. Частка іспаномовних становила 3,0 % від усіх жителів.
За віковим діапазоном населення розподілялося таким чином: 22,3 % — особи молодші 18 років, 59,5 % — особи у віці 18—64 років, 18,2 % — особи у віці 65 років та старші. Медіана віку мешканця становила 42,1 року. На 100 осіб жіночої статі у селищі припадало 91,7 чоловіків;  на 100 жінок у віці від 18 років та старших — 87,7 чоловіків також старших 18 років.
Середній дохід на одне домашнє господарство  становив 53 594 долари США (медіана — 40 386), а середній дохід на одну сім'ю — 68 081 долар (медіана — 54 018). Медіана доходів становила 42 813 долари для чоловіків та 37 529 доларів для жінок. За межею бідності перебувало 21,0 % осіб, у тому числі 33,4 % дітей у віці до 18 років та 14,4 % осіб у віці 65 років та старших.
Цивільне працевлаштоване населення становило 1140 осіб. Основні галузі зайнятості: освіта, охорона здоров'я та соціальна допомога — 35,4 %, публічна адміністрація — 13,8 %, виробництво — 13,0 %.